# Salmour
Salmour  ([sal'mur], in piemontese [sal'mʊ:r]; dal 1940 al 1951 Salmore) è un comune italiano di 715 abitanti della provincia di Cuneo in Piemonte.

## Storia
Nel 901 l’imperatore Ludovico IV il Fanciullo dona al vescovo di Asti la località di Sarmatorium. Tra la fine del X e l'inizio dell'XI secolo si instaurò nel paese il dominio di Alineo, figlio di Robaldo della Neustria, che era cavaliere di Carlo II detto il Calvo re di Francia. Nel paese il vescovo di Asti continuò ad avere diritti ereditari e giudiziari. A partire dalla seconda metà dell'XI secolo, questa nobile famiglia, discendente da Alineo, fu definita con il noto nome di Sarmatorio. I signori di Sarmatorio stabilirono un proprio piccolo dominio che comprendeva Salmour, Monfalcone (San Leodegario nel Cherasco), Cervere e Fontane (Roreto di Cherasco). Nel 1309 Roberto d'Angiò concesse ai Bolleri il feudo del castello di Sarmatorio. Il feudo di Salmour passò poi alla famiglia Tesauro, che ricevette il titolo di Conti di Salmour.
A metà del XVII secolo il dominio passò alla famiglia Gabaleone di Andezeno con il titolo ereditario. Giovanni Michele Gabaleone, conte di Salmour († 1691), sposò Caterina di Balbiano dei marchesi di Colcavagno, dalla quale ebbe tre figli. Dopo la sua morte prematura nel campo militare di fronte a Cuneo, la vedova sposò il margravio Carlo di Brandeburgo-Schwedt nel 1695, il fratellastro del re Federico I di Prussia. Ciò ha innescato notevoli complicazioni diplomatiche che coinvolgono le corti reali di Torino, Berlino, Vienna e la Curia romana, ma il margravio morì nello stesso anno. Nel 1707 Caterina sposò il generale sassone August Christoph von Wackerbarth nel suo terzo matrimonio. Mentre il figlio maggiore di Caterina, Francesco Giacinto, ereditò la tenuta di Salmour, il giovane Giuseppe Antonio (1685–1761) fu adottato dal patrigno, fece carriera come ministro ed ereditò vasti possedimenti in Sassonia. A sua volta adottò il nipote Giuseppe Antonio Gabaleone, erede di Salmour, che andò anche lui a Dresda e vi sposò la contessa Helena Isabella Lubieńska. Il fratello Casimiro Giuseppe ereditò Andezeno, suo figlio Luigi Gabaleone di Salmour d'Andezeno divenne poi generale nella lotta contro la Francia rivoluzionaria. Il figlio di Helena, Giuseppe Gabaleone di Salmour, vendette i suoi possedimenti sassoni nel 1819 e tornò in Piemonte. L'ultimo di questa linea fu il senatore italiano Ruggiero Gabaleone di Salmour, morto nel 1878. La villa con il feudo passò poi ai Baroni Crova di Vaglio.
Nel 1940 il nome del comune venne italianizzato in "Salmore"; nel 1951 riprese il nome originale.

### Simboli
Lo stemma è partito e raffigura una torre sul lato sinistro, un leone rampante sul lato destro, con il capo di rosso alla croce d'argento, il tutto sormontato da una corona comitale e contornato da rami di alloro e di quercia.
Il gonfalone è un drappo di giallo.

## Società

### Evoluzione demografica
Abitanti censiti

### Etnie e minoranze straniere
Secondo i dati Istat al 31 dicembre 2017, i cittadini stranieri residenti a Salmour sono 86, così suddivisi per nazionalità, elencando per le presenze più significative:
1. Romania, 43

## Amministrazione
Di seguito è presentata una tabella relativa alle amministrazioni che si sono succedute in questo comune.
| Periodo          | Periodo          | Primo cittadino             | Partito                     | Carica              | Note   |
| ---------------- | ---------------- | --------------------------- | --------------------------- | ------------------- | ------ |
| 26 giugno 1985   | 31 maggio 1990   | Giacomo Dotta               | Democrazia Cristiana        | Sindaco             | [ 12 ] |
| 31 maggio 1990   | 24 aprile 1995   | Giovanni Battista Massimino | lista civica                | Sindaco             | [ 12 ] |
| 24 aprile 1995   | 14 giugno 1999   | Giovanni Battista Massimino | -                           | Sindaco             | [ 12 ] |
| 14 giugno 1999   | 18 dicembre 2002 | Riccardo Manfredi           | -                           | Sindaco             | [ 12 ] |
| 19 dicembre 2002 | 27 maggio 2003   | Stefania Ieriti             |                             | Comm. pref.         | [ 12 ] |
| 27 maggio 2003   | 13 giugno 2006   | Giovanni Battista Massimino | -                           | Sindaco             | [ 12 ] |
| 8 settembre 2006 | 29 maggio 2007   | Claudia Bergia              |                             | Comm. straordinario | [ 12 ] |
| 29 maggio 2007   | 7 maggio 2012    | Gian Franco Sineo           | lista civica                | Sindaco             | [ 12 ] |
| 7 maggio 2012    | 11 giugno 2017   | Gian Franco Sineo           | lista civica Salmour domani | Sindaco             | [ 12 ] |
| 11 giugno 2017   | 13 giugno 2022   | Gian Franco Sineo           | Lista civica Salmour domani | Sindaco             | [ 12 ] |